# Mohamed bin Salmán
Mohammad bin Salmán bin Abdulaziz Al Saud (محمد بن سلمان بن عبد العزيز آل سعود en idioma árabe) conocido como MBS (Yeda, 31 de agosto de 1985) es el príncipe heredero de Arabia Saudita. Se desempeña como primer ministro del país (el cargo de primer ministro suele ejercerlo el rey, aunque desde 2022 por decreto fue designado para él) y también es presidente del Consejo de Asuntos Económicos y de Desarrollo, presidente del Consejo de Asuntos Políticos y de Seguridad y ministro de defensa, siendo el más joven del mundo en el momento de su nombramiento. Se le ha descrito como el poder detrás del trono de su padre, el rey Salmán, quien posiblemente padezca la enfermedad de Alzheimer. Fue nombrado príncipe heredero en junio de 2017 después de la decisión del rey Salmán de destituir a Muhammad bin Naif bin Abdulaziz Al Saud de todas sus posiciones, lo que hizo que Mohamed bin Salmán fuera el heredero del trono.
Ha dirigido algunas reformas exitosas, que incluyen regulaciones que restringen los poderes de la policía religiosa y la eliminación de la prohibición de las mujeres para conducir. Otros desarrollos culturales bajo su reinado incluyen los primeros conciertos públicos saudíes hechos por una cantante, la presencia segregada de mujeres por primera vez en un estadio de fútbol y una mayor presencia de mujeres en la fuerza laboral. Su programa Saudi Vision 2030 apunta a diversificar la economía saudí a través de inversiones en sectores no petroleros, incluyendo la tecnología y el turismo. En 2016 anunció sus planes de hacer públicas acciones de la petrolera estatal Saudi Aramco.
Los comentaristas y los grupos de derechos humanos han criticado vocalmente el liderazgo de Mohammad bin Salman y las deficiencias de su programa de reforma, citando un número creciente de detenciones de activistas de derechos humanos; su bombardeo de Yemen, en el que la hambruna provocada por la guerra podría causar 13 millones de civiles muertos; la escalada de la crisis diplomática de Catar; el inicio del conflicto saudí-libanés de 2017, el arresto de miembros de la familia real saudí en noviembre de 2017 y el asesinato del periodista opositor Jamal Khashoggi en el consulado en Estambul. Organizaciones no gubernamentales como Amnistía Internacional y Human Rights Watch critican al gobierno saudí por sus violaciones a los derechos humanos.
Es un hombre muy excéntrico en cuanto a demostrar su riqueza, prueba de ello es el haber adquirido en 2015 por casi 300 millones de dólares la vivienda más costosa del mundo, el Château Louis XIV, castillo construido en 2009 y ubicado cerca al Palacio de Versalles en París, Francia, donde se combina la elegancia de una fachada al estilo de los antiguos palacios y castillos franceses con un interior ostentoso y moderno como el de una mansión de Beverly Hills en Los Ángeles, Estados Unidos. Otra de sus excentricidades es un yate de lujo de 134 metros (440 pies) y  4.500 metros cuadrados de cubierta llamado Serene, adquirido en 2014 por 500 millones de euros al magnate ruso Yuri Shefler. Considerado uno de los yates más costosos del mundo, cuenta con dos helipuertos, una pared de escalar en su interior, spa completamente equipado, tres piscinas y una sala de observación bajo el agua con espacio suficiente para un submarino. Pero sin duda, lo más interesante que tiene este barco es una pintura muy controvertida sobre su autoría. Se trata del cuadro denominado Salvator Mundi, subastada por la Casa Christie's de Nueva York el 15 de noviembre de 2017 por 400 millones de euros, siendo así el cuadro más costoso de la historia. Algunos especialistas afirman que es un cuadro original de Leonardo da Vinci, pero otros afirman que es obra de alguien que trabajaba como colaborador de este. El paradero de esta pintura desde que fue subastada era desconocido hasta que el especialista de arte, Kenny Schachter, la encontró en 2019 a bordo del yate propiedad del príncipe heredero saudí, quien afirmó que la pintura se quedará ahí hasta adecuar un lugar apropiado en su país para exhibirla al público.
También es propietario del equipo de fútbol inglés Newcastle United, adquirido en octubre de 2021 a través del Fondo Soberano de Inversión de Arabia Saudí por 300 millones de euros, venta autorizada por la Premier League luego que el año anterior la dejara suspendida por denuncias de BeinSports, poseedora de los derechos de transmisión de la Premier League en el mundo, acusando a bin Salmán de permitir la transmisión ilegal de partidos de la Premier en su país, además de acusaciones de la comunidad internacional en su contra por violaciones de derechos humanos en su país y en Yemen, lo que hizo que al final el príncipe saudí retirara su oferta de compra en ese momento.

## Primeros años
Bin Salmán es hijo del rey Salmán bin Abdulaziz y su tercera esposa, Fahda bint Falah bin Sultán Al Hithalayn. Ella es una nieta de Rakan bin Hithalayn, quien era la cabeza de la tribu Al Ajman.
El príncipe Mohammed bin Salman es el mayor de los hijos de su madre; sus hermanos completos incluyen a Turki bin Salman, expresidente del Saudi Research and Marketing Group, y Khalid bin Salman. El príncipe Mohammed tiene una licenciatura en derecho de la Universidad Rey Saúd.

## Carrera
Después de graduarse de la universidad, Mohammed bin Salman pasó varios años en el sector privado antes de convertirse en ayudante personal de su padre. Trabajó como consultor para la Comisión de Expertos, trabajando para el Gabinete de Arabia Saudita.

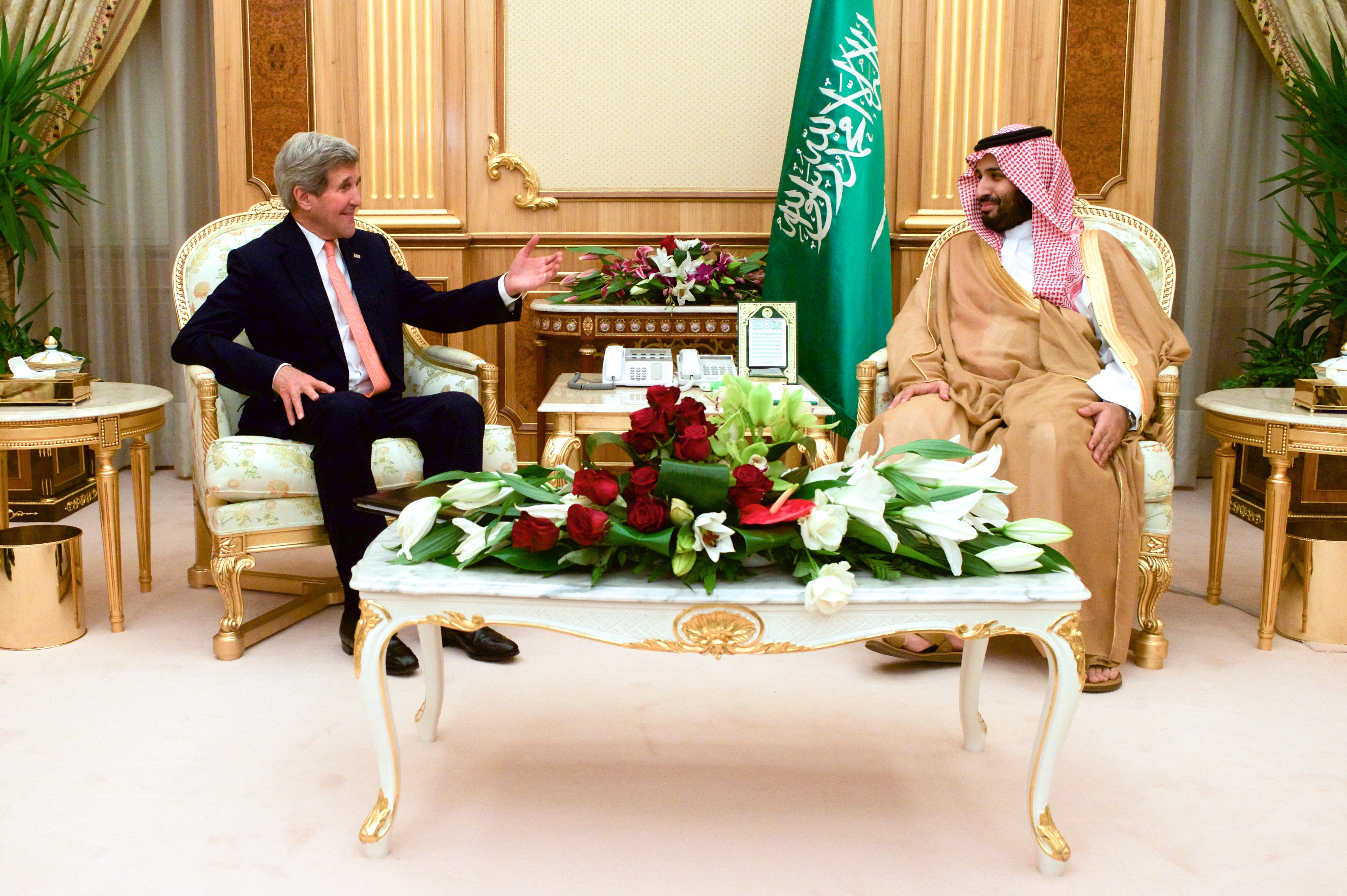
Príncipe Mohamed con Secretario de Estado de los Estados Unidos, John Kerry, 7 de mayo de 2015

El 15 de diciembre de 2009, a la edad de 24 años, Mohammed bin Salman entró a la política como asesor especial de su padre cuando este último era el gobernador de la provincia de Riad. En este momento, Mohammed bin Salman comenzó a ascender de una posición a otra, como el secretario general del Consejo Competitivo de Riad, asesor especial del presidente de la junta de la Fundación de Investigación y Archivos Rey Abdulaziz y miembro de la junta de fideicomisarios de la Sociedad Albir en la región de Riad.
En octubre de 2011, el príncipe heredero Sultán bin Abdulaziz murió, y el actual rey Salman comenzó su ascenso al poder al convertirse en segundo vice primer ministro y ministro de defensa en noviembre de 2011. Hizo de Mohammed bin Salman su asesor privado.

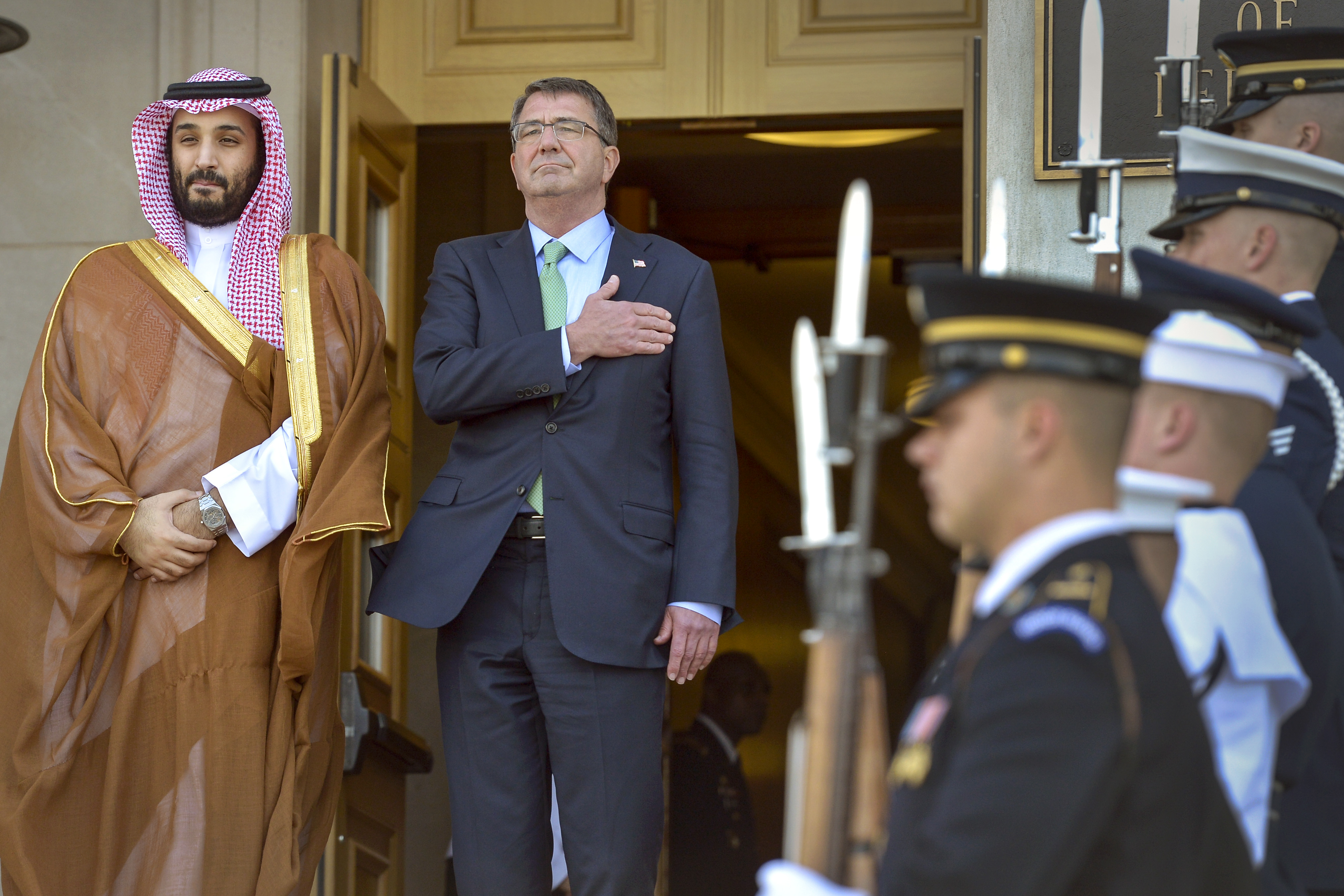
Secretario de Defensa de los Estados Unidos Ashton Carter da la bienvenida al bin Salman en el Pentágono, el 13 de mayo de 2015

### Jefe de la corte
En junio de 2012, el príncipe heredero Nayef bin Abdulaziz murió y el príncipe Muhammad bin Salman ascendió al puesto número dos en la jerarquía, ya que su padre se convirtió en el nuevo príncipe heredero y primer vice primer ministro. Pronto comenzó a rehacer la corte a su propia imagen. El 2 de marzo de 2013, el jefe de la corte del Príncipe Heredero, el Príncipe Saud bin Nayef, fue nombrado gobernador de la Provincia Oriental y el Príncipe Mohammed bin Salman lo sucedió en el cargo.  El 25 de abril de 2014, el príncipe Mohammed fue nombrado ministro de Estado.

### Ministro de Defensa y Vice Príncipe heredero

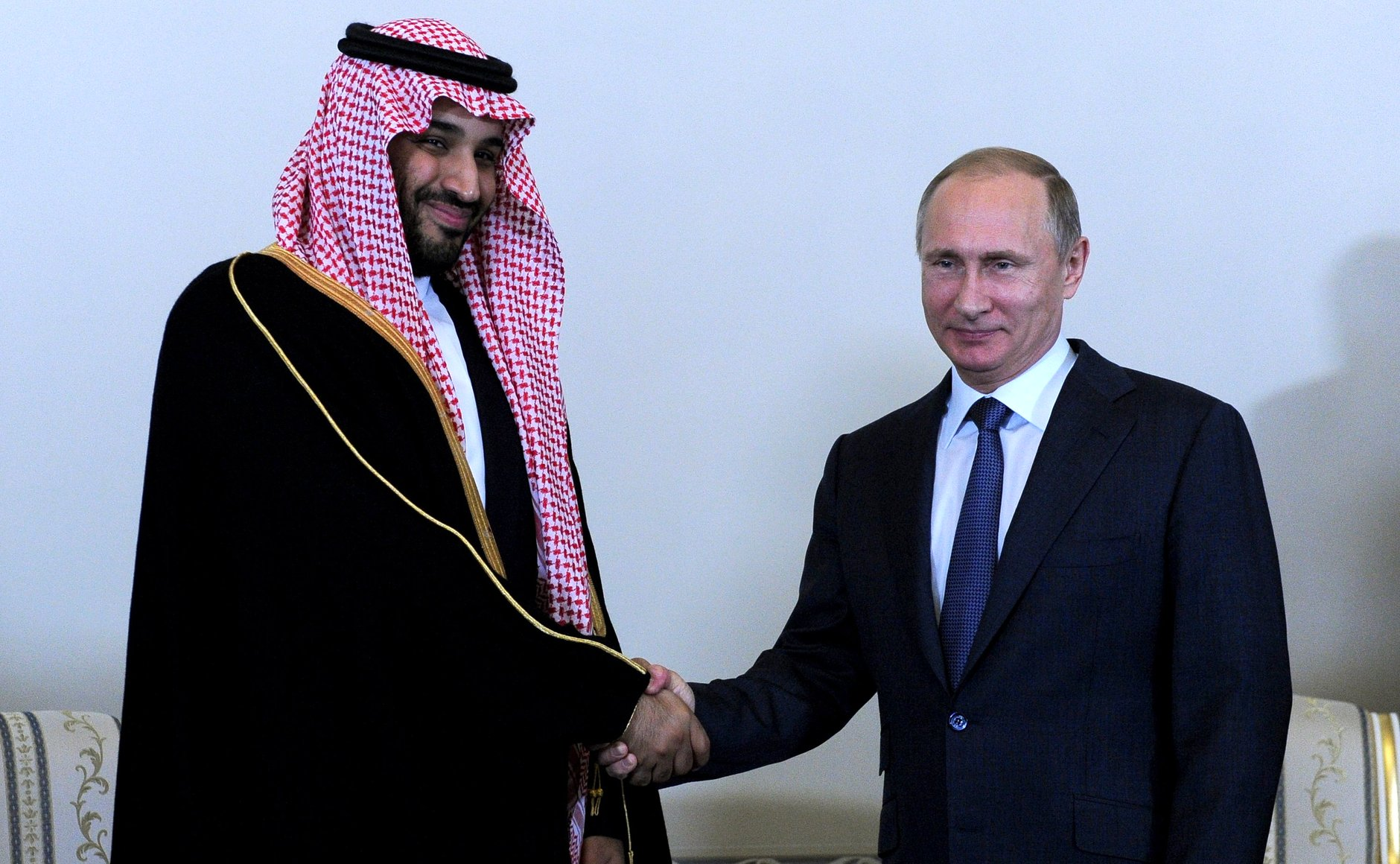
Con el presidente de Rusia Vladímir Putin el 18 de junio de 2015

El 23 de enero de 2015, el rey Abdalá bin Abdulaziz murió, Salman tomó el trono y el príncipe Mohammed bin Salman fue nombrado ministro de Defensa. También fue nombrado Secretario General de la Corte Real en la misma fecha. Además retuvo su puesto como ministro de Estado.
En Yemen, el malestar político (que comenzó a escalar en 2011) se convirtió rápidamente en un problema importante para el recién nombrado ministro de Defensa, ya que los rebeldes Houthis tomaron el control del norte de Yemen a finales de 2014, seguido por la renuncia del presidente Abdrabbuh Mansur Hadi y su gabinete. El primer movimiento de Mohammed bin Salman como ministro fue movilizar una coalición pan-GCC para intervenir tras una serie de atentados suicidas en Sanaa a través de ataques aéreos contra Houthis e imponer un bloqueo naval. En marzo de 2015, Arabia Saudita comenzó a liderar una coalición de países aliados contra los rebeldes hutíes. Si bien hubo acuerdo entre los príncipes saudíes que dirigían los servicios de seguridad sobre la necesidad de una respuesta a la toma de Saná por parte de los hutíes, que había obligado al gobierno yemení a exiliarse, el Príncipe Mohammad inició la intervención sin la coordinación total entre los servicios de seguridad. El ministro de la Guardia Nacional saudita, el príncipe Mutaib bin Abdullah, quien se encontraba fuera del país, quedó fuera del circuito de operaciones. Si bien el príncipe Mohammed bin Salman vendió la guerra como una rápida victoria sobre los rebeldes hutíes en Yemen y una forma de volver al poder al presidente Hadi, se convirtió en una larga guerra de desgaste.
En abril de 2015, Muhammad bin Naif bin Abdulaziz Al Saud, que es sobrino del Rey Salman, y el Príncipe Mohammed bin Salman se convirtieron en Príncipe heredero y Vice Príncipe heredero de la Corona, respectivamente, bajo los decretos reales del Rey Salman.
A fines de 2015, el Príncipe Mohammed asistió a una reunión entre el Rey Salman y el Presidente de los Estados Unidos, Barack Obama, donde el príncipe rompió el protocolo para entregar un monólogo que critica la política exterior de los Estados Unidos. Cuando el príncipe bin Salman anunció una alianza militar antiterrorista de países islámicos en diciembre de 2015, algunos de los países involucrados dijeron que no habían sido consultados.
En cuanto a su papel en la intervención militar, el príncipe Mohammed bin Salman concedió su primera entrevista oficial el 4 de enero de 2016 a The Economist, que lo llamó el "arquitecto de la Guerra en Yemen". Al negar el título, explicó el mecanismo de las instituciones de toma de decisiones que realmente tienen intereses en la intervención, incluido el Consejo de Seguridad y Asuntos Políticos, el Ministerio de Asuntos Exteriores de la parte saudí. Agregó que los hutíes usurparon el poder en la capital yemení antes de que se desempeñara como ministro de Defensa.
En respuesta a la amenaza de Daesh, en diciembre de 2015, el Príncipe Mohammad estableció la Coalición contra el Terrorismo Militar Islámico (IMCTC), una alianza islámica contra el terrorismo liderada por Arabia Saudita. La primera reunión del IMCTC se llevó a cabo en Riad en noviembre de 2017 e involucró a ministros de defensa y funcionarios de 41 países.

### Príncipe heredero
Mohammed bin Salman fue nombrado príncipe heredero el 21 de junio de 2017, luego de la decisión de su padre de destituir a Muhammad bin Naif bin Abdulaziz Al Saud, haciéndolo heredero del trono. El cambio de sucesión se había previsto en diciembre de 2015 mediante un memorándum inusualmente claro y público publicado por el Servicio Federal de Inteligencia de Alemania, que posteriormente fue reprendido por el gobierno alemán.
El día en que se convirtió en Príncipe Heredero, el presidente de los Estados Unidos, Donald Trump, llamó a Mohammed bin Salman para "felicitarlo por su reciente ascenso". Según la Casa Blanca, Trump y el nuevo príncipe heredero prometieron una "cooperación estrecha" en temas de seguridad y económicos, y los dos líderes también discutieron la necesidad de cortar el apoyo al terrorismo, la reciente disputa diplomática con Catar y el impulso para asegurar La paz entre Israel y los palestinos. Mohammed bin Salman le dijo al Washington Post en abril de 2017 que sin la influencia cultural de Estados Unidos en Arabia Saudita, "hubiéramos terminado como Corea del Norte".
El 27 de septiembre de 2022, mediante decreto real de su padre el Rey Salmán bin Abdulaziz le cedió el cargo de Primer ministro de Arabia Saudita (cargo que suele ostentar el rey) debido a los importantes acuerdos firmados y por su gran gestión.

## Controversias
En 2016, su hermana, la princesa Hassa, fue condenada en Francia a diez meses de prisión exentos de cumplimiento y a pagar una multa de 10.000 euros por robo, complicidad en violencia y secuestro de un fotógrafo.

### Encarcelamiento de 200 empresarios y príncipes
El 4 de noviembre de 2017, Mohammad bin Salman ordenó que unos 200 empresarios y príncipes adinerados fueran arrestados en su domicilio en el hotel Ritz Carlton de Riad, y solo fueron liberados después de que entregaron miles de millones de dólares a un nuevo cuerpo antirrobo establecido por el Príncipe Heredero.

### Intervenciones militares en Siria y Yemen

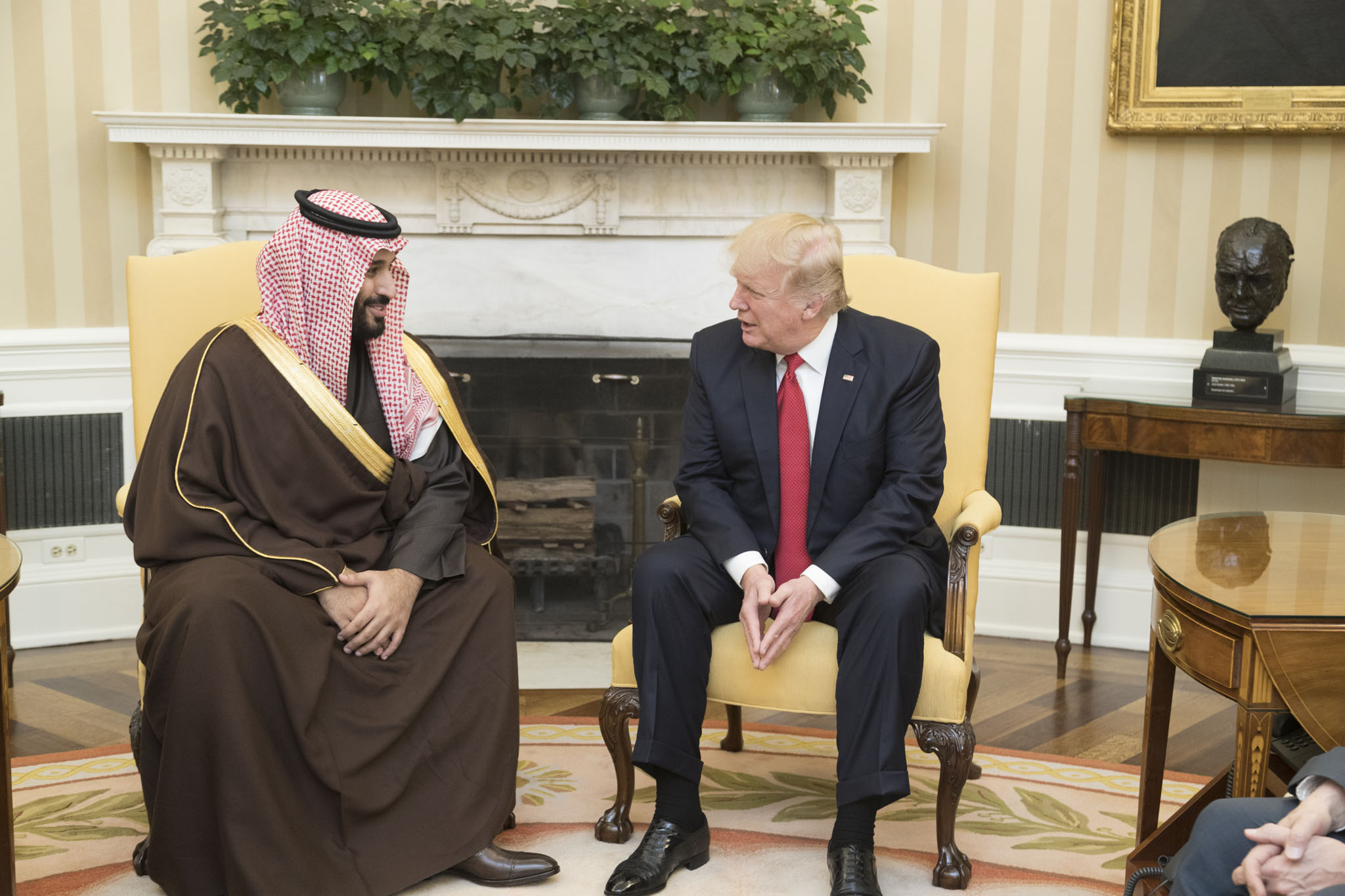
Príncipe Mohamed con Donald Trump, 14 de marzo de 2017

El 10 de enero de 2016, The Independent informó que "el BND, la agencia de inteligencia alemana, retrató...al ministro de defensa saudí y vice príncipe heredero Mohammad bin Salman...como un jugador político que está desestabilizando el mundo árabe a través de guerras subsidiarias en Yemen y Siria". Los funcionarios alemanes reaccionaron a la nota del BND, diciendo que la declaración publicada "no es la posición del gobierno federal".

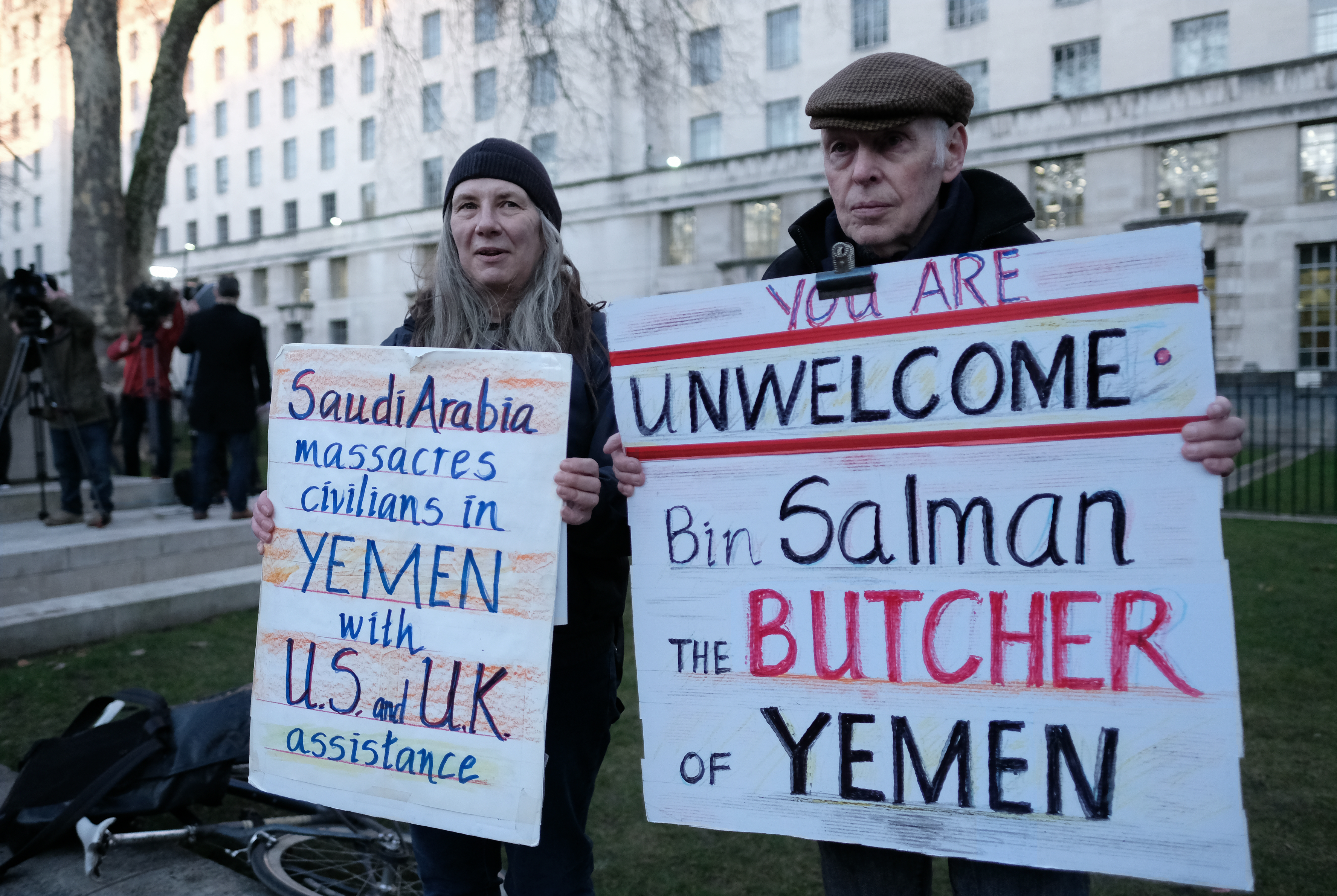
Protesta contra la guerra en Londres, 7 de marzo de 2018

Mohammad bin Salman dirige la intervención liderada por los saudíes en Yemen contra los rebeldes hutíes respaldados por Irán, quienes en 2015 tomaron Saná y derrocaron al gobierno Hadi apoyado por los saudíes, poniendo fin a los esfuerzos multilaterales hacia un acuerdo político tras los levantamientos en Yemen del 2011.  Los ataques aéreos de la coalición durante la intervención han resultado en miles de civiles muertos o heridos, lo que provocó acusaciones de crímenes de guerra en la intervención.
Después de un ataque con misiles de los rebeldes hutíes contra Riad en diciembre de 2017, que fue interceptado por la defensa aérea saudí, las represalias aéreas mataron a 136 civiles yemeníes e hirieron a otros 87 en once días. En agosto de 2018, las Naciones Unidas informaron que todas las partes en el conflicto eran responsables de violaciones de derechos humanos y de acciones que podrían considerarse crímenes de guerra.
El príncipe Mohammad es considerado el arquitecto de la guerra en Yemen. La guerra y el bloqueo de Yemen le han costado al reino decenas de miles de millones de dólares, agravaron aún más la crisis humanitaria en el país y destruyeron gran parte de la infraestructura de Yemen, pero no lograron desalojar a los rebeldes chiíes y sus aliados de la capital yemení Más de 50,000 niños murieron de hambre en Yemen en 2017. La hambruna en Yemen es el resultado directo de la intervención liderada por los saudíes y el bloqueo hacía la zona controlada por los rebeldes. En octubre de 2018, Lise Grande, coordinadora humanitaria de las Naciones Unidas para Yemen, advirtió que entre 12 y 13 millones de yemeníes estaban en riesgo de morir de hambre si la guerra continuaba por otros tres meses.
El 28 de marzo de 2018, Arabia Saudita, junto con su socio de coalición, los EAU, donaron $ 930 millones de dólares a las Naciones Unidas que, según el secretario general de la ONU, António Guterres, "...(ayudará) a aliviar el sufrimiento de millones de personas vulnerables en todo el Yemen". Los fondos cubren casi un tercio de los $ 2,96 mil millones requeridos para implementar el Plan de Respuesta Humanitaria 2018 de Yemen de la ONU. Tras el ataque con misiles Houthi contra Riad en diciembre de 2017, que fue interceptado por la defensa aérea saudí, Mohammed Bin Salman tomó represalias con un aluvión de ataques aéreos indiscriminados de diez días contra áreas civiles en Yemen, matando a decenas de niños.
En agosto de 2018, un informe de The Intercept citó fuentes anónimas que afirmaban que el ex Secretario de Estado de los Estados Unidos, Rex Tillerson, había intervenido en junio de 2017 para detener un plan saudí-emiratí de invadir Catar, lo que provocó un aumento de la presión de Arabia Saudita y de los EAU para que fuera removido de su puesto.

### Violaciones a los derechos humanos
Según grupos de derechos humanos, los arrestos de activistas de derechos humanos se han incrementado bajo Mohammed bin Salman. Entre los detenidos en una ola de arrestos en septiembre de 2017 se encontraban Abdulaziz al-Shubaily, miembro fundador de la Asociación de Derechos Civiles y Políticos de Arabia Saudita (ACPRA); Mustafa al-Hassan, un académico y novelista; y Essam al-Zamel, un empresario.
Antes del levantamiento de la prohibición de manejo para las mujeres junio de 2018, fueron arrestadas 17 activistas por los derechos de las mujeres, incluida la activista por el derecho a manejar y contra las leyes de tutelaje masculino Loujain al-Hathloul.  Ocho de las 17 fueron posteriormente liberadas. Hatoon al-Fassi, profesora asociada de historia de la mujer en la Universidad Rey Saúd, fue arrestada poco después.
En agosto de ese año, la activista de derechos humanos Israa al-Ghomgham y su esposo, ambos arrestados en 2015, fueron amenazados legalmente con decapitación. Human Rights Watch advirtió que el caso de al-Ghomgham sentó un "precedente peligroso" para otras activistas actualmente detenidas. La directora de HRW en Medio Oriente, Sarah Leah Whitson, dijo: "Cualquier ejecución es espantosa, pero buscar la pena de muerte para activistas como Israa al-Ghomgham, que ni siquiera están acusados de comportamiento violento, es monstruoso. Todos los días, el despotismo desenfrenado de la monarquía saudita dificulta a sus equipos de relaciones públicas hacer girar el cuento de hadas de la "reforma" a los aliados y los negocios internacionales.
Más de mil personas fueron ejecutadas entre 2015 y 2021. "La maquinaria saudita de la pena de muerte engulle niños, manifestantes, mujeres vulnerables del servicio doméstico, 'mulas' que transportan droga sin saberlo y personas cuyo único 'delito' era poseer libros prohibidos o hablar con periodistas extranjeros", dijo Maya Foa, directora de la ONG Reprieve.

### Elecciones presidenciales de los Estados Unidos de 2016
En agosto de 2016, Donald Trump Jr. se reunió con un enviado que representaba a Mohammed bin Salman y Mohammed bin Zayed Al Nahyan de Abu Dabi. El enviado ofreció ayuda a la campaña presidencial de Trump. La reunión incluyó a Joel Zamel, un especialista israelí en manipulación de redes sociales, el empresario libanés-estadounidense George Nader y el fundador de Blackwater, Erik Prince.

### Crisis diplomática de Catar de 2017-2018
La crisis diplomática de Catar de 2017-2018 se remonta a las relaciones tensas entre ambos países que hay desde 1995, cuando Hamad bin Khalifa al-Thani asumió el liderazgo de Catar y creía que solo podía encontrar seguridad transformándose de un apéndice saudí a un rival de Arabia Saudita. Arabia Saudita retiró a su embajador en Doha de 2002 a 2008 para tratar de presionar a Catar para que frenara sus tendencias individualistas. Este enfoque fracasó ampliamente. La Primavera Árabe dejó un vacío de poder que tanto Arabia Saudita como Catar intentaron llenar, con Catar apoyando la ola revolucionaria y Arabia Saudita oponiéndose a ella; ya que ambos estados son aliados de los Estados Unidos, evitan conflictos directos entre sí. La ruptura iniciada el 5 de junio de 2017 entre Catar y diversas naciones musulmanas —entre las que se encuentran Arabia Saudita, Baréin, Egipto, Emiratos Árabes Unidos, Libia, Maldivas y Yemen—, incluyó la suspensión de relaciones diplomáticas con Catar, acusando a dicho país de dar soporte a distintos grupos terroristas de la región, incluyendo a Al Qaeda y el Estado Islámico de Irak y el Levante, e interferir en la política interior de sus países.

### Dimisión forzada del primer ministro libanés
En noviembre de 2017, Mohammed bin Salman obligó al primer ministro libanés, Saad Hariri, a dimitir cuando visitó Arabia Saudí. Mohammed bin Salman creía que Hariri estaba en el bolsillo de Hezbolá, apoyado por Irán, que es una fuerza política importante en el Líbano. Hariri finalmente fue liberado, regresó al Líbano y anuló su renuncia.

### Conflicto saudí-canadiense
El ministro de Relaciones Exteriores de Canadá emitió una declaración a través de Twitter el 2 de agosto de 2018 expresando la preocupación de Canadá por el reciente arresto de Samar Badawi, activista de derechos humanos y hermana del bloguero saudí encarcelado Raif Badawi, y pidió la liberación de activistas de derechos humanos. En respuesta a las críticas de Canadá, Arabia Saudita expulsó al embajador de Canadá y congeló el comercio con dicho país.  El Toronto Star informó que el consenso entre los analistas indicaba que las acciones tomadas por Mohammed bin Salman eran una "advertencia al mundo, y a los activistas saudíes de derechos humanos, que su reinado en Arabia Saudita no permitiría interferencias".

### Asesinato de Jamal Khashoggi

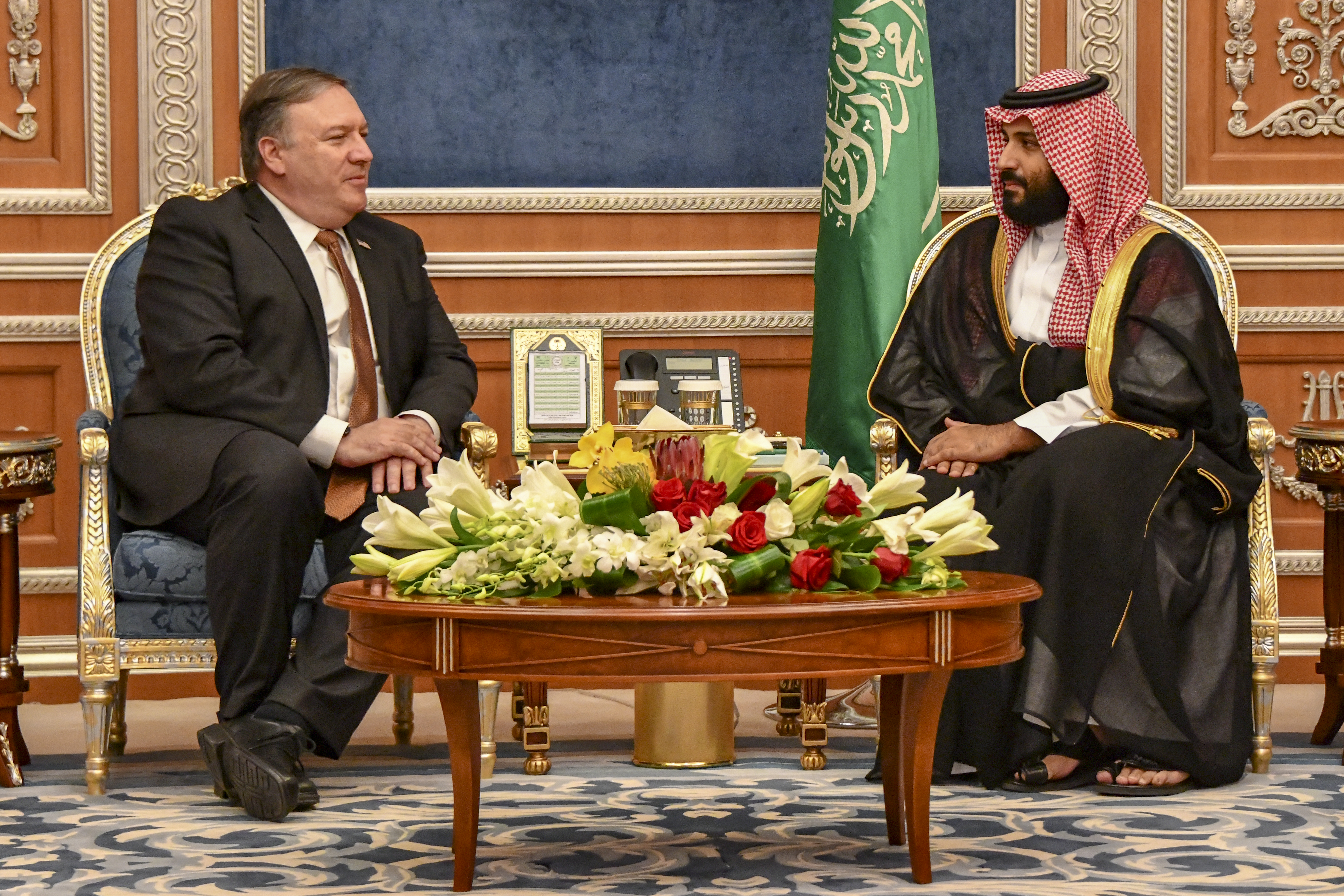
Príncipe Mohamed con Mike Pompeo, 16 de octubre de 2018

En octubre de 2018, Jamal Khashoggi, periodista saudí y crítico del príncipe heredero desapareció al ingresar al consulado saudí en Estambul. Según informes, los funcionarios turcos creen que Khashoggi fue asesinado en el consulado, afirmando tener grabaciones de audio y video específicas que prueban que Khashoggi fue torturado y luego asesinado, y que un experto en medicina forense formó parte del equipo saudí de quince hombres visto al entrar y salir del consulado en el momento de la desaparición del periodista. Arabia Saudita negó las acusaciones y Salman invitó a las autoridades turcas a registrar el edificio, ya que «no tienen nada que ocultar». Los funcionarios saudíes dijeron que están «trabajando para buscarlo». El Washington Post informó de que el príncipe heredero había tratado de atraer a Khashoggi de regreso a Arabia Saudita para detenerlo.
Según el portal de noticias Middle East Eye, siete de los quince hombres sospechosos de haber matado a Khashoggi son miembros del cuerpo de guardaespaldas de Mohammed bin Salman. John Sawers, exjefe del MI6 británico, declaró que a su juicio y basado en la evidencia, es «muy probable» que Mohammad bin Salman ordenara el asesinato de Khashoggi.
A raíz de la muerte de Khashoggi, varios comentaristas se refirieron a bin Salman como «Mister Bone Saw» (Señor Sierra para Huesos, en español), un juego de palabras con las iniciales MBS. El nombre se refiere al supuesto uso de una sierra para huesos para desechar los restos de Khashoggi.
Posteriormente se filtró un audio donde el príncipe heredero habló de meterle una bala en la cabeza al periodista
El 16 de noviembre de 2022, el gobierno de los EE. UU. recomendó otorgar «inmunidad soberana» a Mohamed Bin Salmán por ejercer el rol de primer ministro de su país. El 6 de diciembre de 2022, un juez de los EE. UU. archivó la causa contra bin Salmán basándose en lo descrito por el gobierno estadounidense, aunque matizó que existen «alegaciones creíbles» sobre su implicación en el crimen.

### Tiger Squad
Según informes, ha creado el Tiger Squad, un equipo de asesinos que actúa como un escuadrón de la muerte para atacar a los críticos saudíes dentro y fuera de Arabia Saudita. Son presuntamente los responsables del asesinato de Jamal Khashoggi en el consulado saudí en Estambul, siguiendo órdenes de bin Salmán.
Esta tabla aún no está actualizada. Puedes contribuir aportando información sobre títulos y tratamientos de esta persona.

## Distinciones honoríficas
Extranjeras
- Miembro de Clase Excepcional de la Orden del Jeque Isa bin Salman Al Jalifa (Reino de Baréin, 25/11/2018).[127]
- Caballero Gran Cordón de la Orden de la República (República Tunecina, 28/11/2018).[128]
- Miembro de la Orden del Mérito de Pakistán (República Islámica de Pakistán, 18/02/2019).[129]
- Miembro de Primera Clase de la Orden Civil de Omán (Sultanato de Omán, 07/12/2021).[130]
- Collar de la Orden de Zayed (Emiratos Árabes Unidos, 07/12/2021).[131]
- Caballero Gran Collar de la Orden de Hussein ibn Ali (Reino Hachemita de Jordania, 21/06/2022).[132]
- Miembro de Primera Clase de la Orden del Príncipe Yaroslav el Sabio (Ucrania, 30/12/2023).[133]

## Ancestros
|  |                                                           |  |  |  |  |  |  |  |  |  |  |  |  |  |  |  |
|  | 16. Faisal bin Turki bin Abdullah Al Saud                 |  |  |  |  |  |  |  |  |  |  |  |  |  |  |  |
|  |                                                           |  |  |  |  |  |  |  |  |  |  |  |  |  |  |  |
|  |                                                           |  |  |  |  |  |  |  |  |  |  |  |  |  |  |  |
|  | 8. Abdul Rahman bin Faisal                                |  |  |  |  |  |  |  |  |  |  |  |  |  |  |  |
|  |                                                           |  |  |  |  |  |  |  |  |  |  |  |  |  |  |  |
|  |                                                           |  |  |  |  |  |  |  |  |  |  |  |  |  |  |  |
|  | 17. Sarah bint Mishari bin Abdulrahman bin Hassan Al Saud |  |  |  |  |  |  |  |  |  |  |  |  |  |  |  |
|  |                                                           |  |  |  |  |  |  |  |  |  |  |  |  |  |  |  |
|  |                                                           |  |  |  |  |  |  |  |  |  |  |  |  |  |  |  |
|  | 4. Abdulaziz Al Saud                                      |  |  |  |  |  |  |  |  |  |  |  |  |  |  |  |
|  |                                                           |  |  |  |  |  |  |  |  |  |  |  |  |  |  |  |
|  |                                                           |  |  |  |  |  |  |  |  |  |  |  |  |  |  |  |
|  | 18. Ahmed Al Kabir bin Mohammed bin Turki Al Sudairi      |  |  |  |  |  |  |  |  |  |  |  |  |  |  |  |
|  |                                                           |  |  |  |  |  |  |  |  |  |  |  |  |  |  |  |
|  |                                                           |  |  |  |  |  |  |  |  |  |  |  |  |  |  |  |
|  | 9. Sarah bint Ahmed Al Kabir bin Mohammed Al Sudairi      |  |  |  |  |  |  |  |  |  |  |  |  |  |  |  |
|  |                                                           |  |  |  |  |  |  |  |  |  |  |  |  |  |  |  |
|  |                                                           |  |  |  |  |  |  |  |  |  |  |  |  |  |  |  |
|  | 2. Salman Al Saud                                         |  |  |  |  |  |  |  |  |  |  |  |  |  |  |  |
|  |                                                           |  |  |  |  |  |  |  |  |  |  |  |  |  |  |  |
|  |                                                           |  |  |  |  |  |  |  |  |  |  |  |  |  |  |  |
|  | 20. Muhammed bin Ahmed Al Kabir Al Sudairi                |  |  |  |  |  |  |  |  |  |  |  |  |  |  |  |
|  |                                                           |  |  |  |  |  |  |  |  |  |  |  |  |  |  |  |
|  |                                                           |  |  |  |  |  |  |  |  |  |  |  |  |  |  |  |
|  | 10. Ahmed bin Muhammed Al Sudairi                         |  |  |  |  |  |  |  |  |  |  |  |  |  |  |  |
|  |                                                           |  |  |  |  |  |  |  |  |  |  |  |  |  |  |  |
|  |                                                           |  |  |  |  |  |  |  |  |  |  |  |  |  |  |  |
|  | 5. Hassa Al Sudairi                                       |  |  |  |  |  |  |  |  |  |  |  |  |  |  |  |
|  |                                                           |  |  |  |  |  |  |  |  |  |  |  |  |  |  |  |
|  |                                                           |  |  |  |  |  |  |  |  |  |  |  |  |  |  |  |
|  | 22. Ali bin Mohammed Al Suwaidi                           |  |  |  |  |  |  |  |  |  |  |  |  |  |  |  |
|  |                                                           |  |  |  |  |  |  |  |  |  |  |  |  |  |  |  |
|  |                                                           |  |  |  |  |  |  |  |  |  |  |  |  |  |  |  |
|  | 11. Sharifa bint Ali bin Mohammed Al Suwaidi              |  |  |  |  |  |  |  |  |  |  |  |  |  |  |  |
|  |                                                           |  |  |  |  |  |  |  |  |  |  |  |  |  |  |  |
|  |                                                           |  |  |  |  |  |  |  |  |  |  |  |  |  |  |  |
|  | 1. Mohammad Al Saud                                       |  |  |  |  |  |  |  |  |  |  |  |  |  |  |  |
|  |                                                           |  |  |  |  |  |  |  |  |  |  |  |  |  |  |  |
|  |                                                           |  |  |  |  |  |  |  |  |  |  |  |  |  |  |  |
|  | 24. Hathleen al-Ajmi                                      |  |  |  |  |  |  |  |  |  |  |  |  |  |  |  |
|  |                                                           |  |  |  |  |  |  |  |  |  |  |  |  |  |  |  |
|  |                                                           |  |  |  |  |  |  |  |  |  |  |  |  |  |  |  |
|  | 12. Sultán bin Hathleen al-Ajmi                           |  |  |  |  |  |  |  |  |  |  |  |  |  |  |  |
|  |                                                           |  |  |  |  |  |  |  |  |  |  |  |  |  |  |  |
|  |                                                           |  |  |  |  |  |  |  |  |  |  |  |  |  |  |  |
|  | 6. Falah bin Sultán al-Ajmi                               |  |  |  |  |  |  |  |  |  |  |  |  |  |  |  |
|  |                                                           |  |  |  |  |  |  |  |  |  |  |  |  |  |  |  |
|  |                                                           |  |  |  |  |  |  |  |  |  |  |  |  |  |  |  |
|  | 3. Fahda bint Falah al-Ajmi                               |  |  |  |  |  |  |  |  |  |  |  |  |  |  |  |
|  |                                                           |  |  |  |  |  |  |  |  |  |  |  |  |  |  |  |
|  |                                                           |  |  |  |  |  |  |  |  |  |  |  |  |  |  |  |
|  | 14. Abdullah                                              |  |  |  |  |  |  |  |  |  |  |  |  |  |  |  |
|  |                                                           |  |  |  |  |  |  |  |  |  |  |  |  |  |  |  |
|  |                                                           |  |  |  |  |  |  |  |  |  |  |  |  |  |  |  |
|  | 7. Munira bint Abdullah                                   |  |  |  |  |  |  |  |  |  |  |  |  |  |  |  |
|  |                                                           |  |  |  |  |  |  |  |  |  |  |  |  |  |  |  |
|  |                                                           |  |  |  |  |  |  |  |  |  |  |  |  |  |  |  |